# اچ‌ام‌اس بولن (کی۴۶۹)
اچ‌ام‌اس بولن (کی۴۶۹) (به انگلیسی: HMS Bullen (K469)) یک کشتی بود که طول آن ۳۰۶ فوت (۹۳ متر) بود. این کشتی در سال ۱۹۴۳ ساخته شد.